# Proceratosaurus
Proceratosaurus ("před ceratosaurem") byl rod menšího, vývojově primitivního zástupce nadčeledi Tyrannosauroidea. teropod (dravý dinosaurus), žijící v období střední jury (asi před 167 miliony let) na území dnešního hrabství Gloucestershire ve Velké Británii.

## Rozměry
Tento středně velký tyranosauroid dosahoval patrně délky asi 3 až 4 metry (v případě dospělého jedince) a přibližně 30 až 80 kg hmotnosti. Byl tedy velký zhruba jako ovce nebo velký pes, přesné rozměry plně dorostlého proceratosaura však neznáme.

## Zařazení
Původně byl vzhledem k přítomnosti rohu na nosní části lebky považován za předchůdce známějšího rodu Ceratosaurus. Díky novým výzkumům za pomoci počítačové tomografie však bylo zjištěno, že šlo zřejmě o nejstaršího známého tyranosauroida, vzdáleného předchůdce populárního rodu Tyrannosaurus.

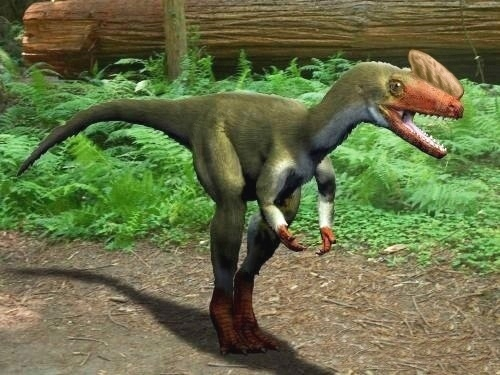
Rekonstrukce vzezření rodu Proceratosaurus.

## Objev
Tento dinosaurus byl v podobě 29 cm dlouhé lebky objeven již v roce 1882 v Minchinhamptonu, vykopán v roce 1910 a od roku 1922 je umístěn v Britském přírodovědeckém muzeu. O čtyři roky později byl popsán německým paleontologen von Huenem jako druh P. bradleyi.

### Česká literatura
- Socha, V. (2019). Legenda jménem Tyrannosaurus rex. Pavel Mervart, ISBN 978-80-7465-369-8. (str. 43-45)